# Dare (альбом The Human League)
| Оценки критиков               | Оценки критиков |
| Источник                      | Оценка          |
| ----------------------------- | --------------- |
| AllMusic                      | [ 9 ]           |
| BBC Online                    | 5/5             |
| Mojo                          | [ 11 ]          |
| Muzik                         | [ 12 ]          |
| Pitchfork Media               | 9.1/10          |
| Q                             | [ 13 ]          |
| Record Collector              | [ 14 ]          |
| The Rolling Stone Album Guide | [ 15 ]          |
| Spin Alternative Record Guide | 9/10            |
| Uncut                         | 10/10           |

Dare (рус. Дерзай) — третий студийный альбом британской синтипоп-группы The Human League, изданный 20 октября 1981 года лейблом Virgin в Великобритании, и A&M в США.

## Об альбоме
После ухода некоторых участников из группы, её фанаты решили, что коллектив мог распасться. Вокалист Фил Оки тут же отправился в местный ночной клуб в Шеффилде, где  нашёл двух школьниц Джоан и Сьюзан, к которым позднее присоединились Иэн Бёрден и Джо Коллис.
Коммерчески, Dare получился успешным, а также был положительно воспринят критиками, и кроме того, он оказал большое влияние на современную поп-музыку. Dare добился успеха благодаря успешным синглам из него — «Love Action (I Believe in Love)», «Open Your Heart», и «Don't You Want Me» — самый продаваемый сингл The Human League в Великобритании, позже ставший одним из известных и самых узнаваемых хитов группы. Именно «Don’t You Want Me» стал прорывом для коллектива. Обложка альбома является пародией на журнал Vogue, и по мнению автора книги Are Not We New Wave?:Modern Pop at the Turn of the 1980s, напоминает иллюстрацию, изображенную на нём.
Композиции «The Sound of the Crowd», «Love Action (I Believe in Love)», «Don't You Want Me», «The Things That Dreams Are Made Of» были выпущены в качестве синглов. Песня «Love Action (I Believe in Love)» в 2006 году была включена в саундтрек к видеоигре Grand Theft Auto: Vice City Stories и звучит на вымышленной радиостанции Wave 103.
Американский журнал Rolling Stone включил Dare в список «Лучших альбомов 80-х годов», поставив его на семьдесят восьмое место.
в 2012 Slant Magazine поставил альбом на восемьдесят шестое место в списке «Лучших альбомов 80-х». Он также вошел в список лучших альбомов рок и поп-музыки 1001 Albums You Must Hear Before You Die. Диск вошел в список лучших альбомов 1981 года в Великобритании, а в 1982 году он попал в тот же самый список.

## Список композиций
| №  | Название                             | Авторы       | Длительность |
| -- | ------------------------------------ | ------------ | ------------ |
| 1. | «The Things That Dreams Are Made Of» | Оки, Райт    | 4:14         |
| 2. | «Open Your Heart»                    | Коллис, Оки  | 3:53         |
| 3. | «The Sound of the Crowd»             | Бёрден, Оки  | 3:56         |
| 4. | «Darkness»                           | Коллис, Райт | 3:56         |
| 5. | «Do or Die»                          | Бёрден, Оки  | 5:25         |

| №   | Название                          | Авторы            | Длительность |
| --- | --------------------------------- | ----------------- | ------------ |
| 6.  | «Get Carter»                      | Бадд              | 1:02         |
| 7.  | «I Am the Law»                    | Оки, Райт         | 4:09         |
| 8.  | «Seconds»                         | Коллис, Оки, Райт | 4:58         |
| 9.  | «Love Action (I Believe in Love)» | Бёрден, Оки       | 4:58         |
| 10. | «Don't You Want Me»               | Коллис, Оки, Райт | 3:56         |

## Участники записи
- Иэн Бёрден — синтезатор
- Джо Коллис — синтезатор
- Джоан Катеролл[англ.] — вокал
- Сьюзан Энн Гейл[англ.] — вокал
- Филип Эдриан Райт[англ.] — синтезатор, слайд-гитара, обложка альбома
- Мартин Рашент — программирование, продюсер
- Дэйв Аллен — программирование, ассистент инженера
- Филип Оки[англ.] — вокал, синтезатор, обложка альбома
- Кен Энселл — обложка альбома

## Позиции в чартах
| Страна         | Место |
| -------------- | ----- |
| Австралия      | 3     |
| Великобритания | 1     |
| Германия       | 19    |
| Дания          | 8     |
| Израиль        | 9     |
| Италия         | 15    |
| Канада         | 1     |
| Нидерланды     | 11    |
| Новая Зеландия | 1     |
| Норвегия       | 6     |
| Португалия     | 2     |
| Швеция         | 1     |
| Франция        | 5     |

| Страна         | Провайдер    | Статус        |
| -------------- | ------------ | ------------- |
| Великобритания | BPI          | 2x Платиновый |
| Канада         | Music Canada | Платиновый    |
| США            | RIAA         | Золотой       |